# Mur de via Anelli
Le mur de via Anelli est une barrière de séparation érigée à Padoue le 10 août 2006 et détruit en 2020. 
Il était en acier et faisait 84 mètres de long pour 3 mètres de haut. 

## Historique
Selon les autorités de la ville, il avait été construit pour faire face à la montée de la criminalité,. Il s'agissait notamment de lutter contre la guerre de territoire pour le trafic de drogue. 

### Construction
Le mur avait été construit en deux jours.